# Maranguape Sport Club
O Maranguape Sport Club foi um clube brasileiro de futebol da cidade de Maranguape, estado de Ceará.

## Participações no Campeonato Cearense da Primeira Divisão
| Ano  | Posição |
| 1926 | 4º      |